# فزولینتانت
فزولینتانت (انگلیسی: Fezolinetant) دارویی است که برای درمان گرگرفتگی (علائم وازوموتور) ناشی از یائسگی استفاده می‌شود. این دارو یک مولکول کوچک، فعال خوراکی، آنتاگونیست گیرنده نوروکینین-۳ (NK3) انتخابی است که برای درمان اختلالات مرتبط با هورمون جنسی در دست توسعه است.
شایع‌ترین عوارض جانبی شامل درد شکمی، اسهال، بی خوابی، کمردرد، گرگرفتگی و افزایش ترانس آمینازهای کبدی است.

## کاربرد پزشکی
فزولینتانت برای درمان علائم وازوموتور متوسط تا شدید ناشی از یائسگی کاربرد دارد.